# 萧玉磊
萧玉磊（1937年7月16日—2018年11月26日），男，安徽太和人，国家一级美术师，中国美术家协会会员。

## 生平
1956年考入安徽师范学院（现安徽师范大学）艺术科美术专业学习，毕业后曾在阜阳地区文联、阜阳地区文化局从事美术创作工作。1983年任阜阳地区文联副主席、美协主席，1988年12月当选为安徽省美术家协会常务理事。1991年筹备成立阜阳地区书画院并任院长，1994年被授予“阜阳地区专业技术拨尖人才”称号。2018年11月26日因意外摔倒抢救无效逝世，享年81岁。
曾任安徽省政协第六、七、八届常务委员，1999年被聘任为安徽省文史研究馆馆员。出版有《萧玉磊画集》、《美术家萧玉磊》等。

## 主要作品
- 1977年，《骄杨》入选“全国美术作品展览”，被天津艺术博物馆收藏
- 1977年，《处处是榜样》入选“庆祝建军五十周年全国美术作品展览”，被天津艺术博物馆收藏
- 1978年，《淮北老农》、《养猪姑娘》入选“华东六省一市肖像画展览”
- 1984年，《春雷初冬》（合作）入选第六届全国美术作品展览并获全国优秀作品奖
- 1993年，《沙河风》入选“全国首届中国山水画展览”
- 2004年，《雪山彩虹》入选“首届中国美协会员精品展”